# Volf Zislis
Volf Zislis (în rusă Вольф Зислис; n. 1902, Orhei, gubernia Basarabia, Imperiul Rus – d. 1964, Chișinău, RSS Moldovenească, URSS) a fost un evreu basarabean, militant sovietic și activist clandestin comunist din Basarabia.

## Biografie
S-a născut în orașul Orhei din același ținut, gubernia Basarabia (Imperiul Rus), într-o familie săracă. A primit educația primară în localitatea natală, ulterior a lucrat ca tăbăcar. A participat activ la mișcarea revoluționară și sindicală de la începutul anilor 1920 din Basarabia, a fost arestat în repetate rânduri. În anii 1924-1925 și 1927-1930 a fost secretar al comitetului orașului Chișinău al Partidului Comunist din România, în 1930-1931, secretar al comitetului regional basarabean al aceluiași partid.
În anii 1931-1940 a fost deținut în închisoare din Chișinău, ulterior, în închisoarea Doftana. A fost eliberat după ocuparea Basarabiei de către URSS în 1940. Ulterior, a lucrat la întreprinderi din industria ușoară din Chișinău.